# Grougis
Grougis é uma comuna francesa na região administrativa de Altos da França, no departamento de Aisne. Estende-se por uma área de 11,26 km². Em 2010 a comuna tinha 349 habitantes (densidade: 31 hab./km²).